# 4636 Чилі
4636 Чи́лі (4636 Chile) — астероїд головного поясу, відкритий 13 лютого 1988 року.
Тіссеранів параметр щодо Юпітера — 3,350.